# 法国电视二台
法国电视二台（法語：France 2，法語發音：[fʁɑ̃s dø]）是法国国营的电视台公共频道，与法国电视三台，法国电视四台，法国电视五台，法国电视Ô台一样，隶属于国有的法国电视台集团。法国电视台也参与运营ARTE、欧洲新闻台等有线/卫星主题频道的运作。
法国电视二台最先是法国电台电视播放有限公司（RTF）的下属频道。1963年12月21日起正式开播。当时的名称是RTF法国电视二台。最初是黑白电视频道，1967年10月1日14时15分起，转为彩色频道，是法国首个彩色电视频道——法国电视一台直到数年后才转用彩色。
2008年4月7日凌晨03:20（CET）开始，法国电视二台模拟及地面数字信号全部转用16比9宽频播放。高清版本在同年7月1号通过Canalsat卫星开始播放，并于同年10月30日加入地面数字信号。。

## 历史
法国电视二台于1964年1月1日开播。最初电视台為法国广播電視所有，頻道名为RTF Télévision 2。法国国营广播在1964年6月26日更名为ORTF，该台随之更名为La deuxième chaîne 。该台最初使用625线电视系统播出并预备先升级为819线黑白电视而后引入彩色电视系统，但随后于1967年10月1日14:15转而使用SECAM系统进行彩色广播。Lad euxième chaîne 为法国第一个彩色电视频道，而第一频道（现TF1)直到1975年12月20日才转用SECAM进行彩色广播。SECAM系统随后引入丽音技术，因此相关频道均可进行多声道广播。
1974年，法律要求ORTF分拆为七个组织。因此，1975年1月6日，ORTF分拆为以下七个部分：三家电视节目公司-TF1，Antenne 2和FR3（FR3现在是法国电视三台)，法国广播电台，法国制作公司，公共广播信号发射机构TéléDiffusion de France和法国国立视听研究院。今天的法国电视二台由Antenne 2（无线二台）发展而来。Antenne 2和其他分拆出来的部分各自成立为有限公司，并由国家100％控股。虽然分拆的本意是希望三家电视节目公司互相竞争，但上述三家电视电视台对法国电视行业的联合垄断直到1981年才得以破除。在国有垄断解除后，私营频道如Canal+和La Cinq（现被法国电视五台取代）很快成为三家电视台的主要竞争对手ORTF的分拆旨在刺激频道之间的竞争，但未能实现这一目标，TF1和Antenne 2都依赖于大量流行娱乐节目和廉价美国进口节目，最大化收视率并吸引广告商。
TF1于1987年私有化，从根本上影响了法国电视市场的平衡。私有化后的TF1为其余的国营频道带来巨大压力，并使它们在1987年至1989年期间损失了30％的市场份额。为了拯救其余频道，政府决定成立单一机构统管Antenne 2和FR3，两个频道因此合并成为现在的法国电视台。1992年9月7日合并完成，两个频道随之分别更名为法国电视二台和法国电视三台。
到1995年，两个国有频道的合并观众份额为41％，其中法国电视二台尤其严重依赖广告和赞助收入，占1996年法国电视台总预算的43.8％。对收视率的关注导致法国电视二台与TF1竞争激烈，例如两个频道在同一时段播放流行节目和新闻节目。法国电视二台和TF1面向相同的观众，两台播出内容因而非常相似：电视剧（包括进口的美剧），游戏节目和轻型娱乐节目。

## 意大利收视
法国电视二台自1975年起可在在意大利部分地区收看。
1975年，当时此台名为Antenne 2(无线二台)，通过SECAM技术覆盖托斯卡纳，拉齐奥，威尼托，伦巴第和利古里亚的部分地区。自1983年开始，覆盖信号转而使用PAL。此覆盖于2003年终止，相关电视频谱转卖给数家意大利电视网，例如Canale Italia及Gruppo Editoriale L'Espresso。
2006年12月7日，法国电视二台通过意大利地面电视网络重新覆盖意大利全境。此覆盖于2007年6月7日终止，频道资源被转让给全新成立的法国24新闻台。
目前，法国电视二台仅在瓦莱达奥斯塔播出。当地通过意大利自治政府法律准许频道落地。此外由于信号外溢，法意边境地区也可收看此频道。

## 争议

### 黎巴嫩內戰時 Antenne 2 新聞採訪團記者遭綁架
1986年3月，Antenne 2新聞採訪團在貝魯特報導黎巴嫩內戰時被綁架。菲利普·羅肖特、喬治·漢森、奧雷爾·科爾內亞與讓-路易斯·諾曼丁是衝突期間被恐怖分子劫持的眾多西方人質中的四人。在Antenne 2 新聞報導的開頭部分，頭條新聞後面會提醒人們在黎巴嫩被扣押的法國人質，其中包括米歇爾·修拉與讓-保羅·考夫曼等人質，並附上他們的姓名、照片和被囚禁的時間。一年之內，新聞團隊的大部分成員被釋放並返回法國，但提醒仍在繼續，直到所有人質都被釋放。

### 穆罕默德·杜拉槍擊事件
2000 年 9 月 30 日，法國 2 台播出了穆罕默德·杜拉在加薩走廊被槍殺的著名鏡頭。影像是由該電視台的巴勒斯坦記者塔拉勒·阿布·拉赫馬拍攝的。旁白將此次殺戮歸咎於以色列國防軍的縱火，由該頻道記者查爾斯·恩德林提供。隨後，這一說法受到質疑，其他人則認為致命的槍擊不可能來自以色列國防軍陣地。 法國2台後來對那些聲稱該事件是精心策劃的評論員因而發起誹謗訴訟。法國二台贏得了針對其中一名批評者的訴訟，菲利普·卡森蒂於2013 年被巴黎法院判處 7,000 歐元罰款， 卡森蒂於 2006 年被定罪，2008 年在上訴中被宣告無罪，該判決於 2012 年被巴黎上訴法院推翻。撤銷原判。

### 加薩戰爭
2009年1月，加沙戰爭期間，法國2台被指控播出對以色列有偏見的誤導性影像。它播放了一段視頻的一部分，據稱其畫面顯示以色列空軍造成的破壞，但事實證明這是與 2005 年不同的事件，當時以色列國防軍否認參與其中。在部落客們警告這個錯誤後，法國二台在《費加羅報》雜誌上正式道歉，稱這是由於他們的工作人員“工作太快”而導致的“內部疏失” ”。